# Heaton Park

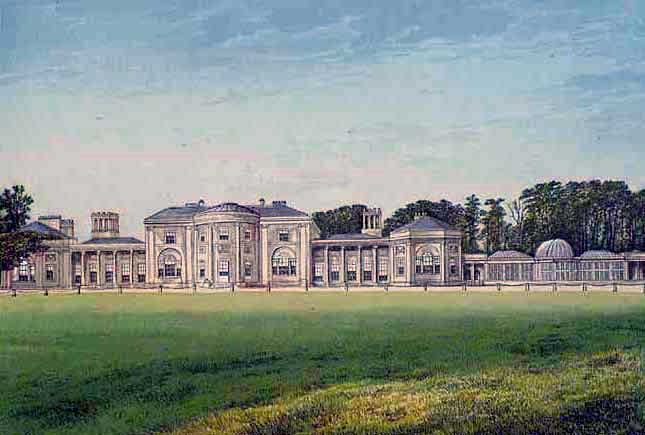
Tableau de Morris représentant Heaton Hall (1880).

Heaton Park, qui couvre une superficie variant selon les sources entre 247 et 263 ha, est le plus grand parc du Grand Manchester et même d'Angleterre, et l'un des plus vastes parcs municipaux d'Europe. On trouve en son sein une maison de campagne d'architecture néo-classique du XVIIIe siècle : Heaton Hall. En grande partie détruite, elle est rebâtie par James Wyatt en 1772, et est aujourd'hui ouverte au public. Elle abrite notamment un musée et est utilisée pour divers évènements.
Heaton Park est vendu au Manchester City Council en 1902 par le comte de Wilton, afin d'offrir un espace de loisir aux habitants, rôle qu'il conserve encore aujourd'hui.
Le parc a été rénové par le biais d'un projet en partenariat avec l'Heritage Lottery Fund et le Manchester City Council pour un montant de 10 millions de livres sterling. Certains bâtiments datant du XVIIIe siècle ont été restaurés à cette occasion. Par ailleurs, le parc contient un circuit de golf, des courts de tennis, un lac navigable, une ferme, un circuit de pitch and putt, des bois, des jardins et un observatoire.